# Beckov
Beckov (in ungherese Beckó, in tedesco Beckow) è un comune della Slovacchia facente parte del distretto di Nové Mesto nad Váhom, nella regione di Trenčín.
Diede i natali a Jozef Miloslav Hurban (1817-1888), uno dei padri del Risorgimento slovacco.